# Dança do dragão

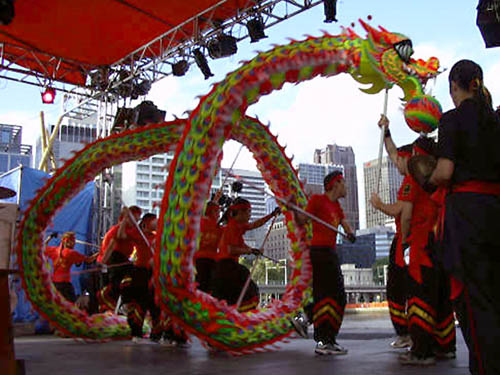
Dança do Dragão no formato fantoche.

A Dança do Dragão é uma forma de dança e de espetáculo tradicionais na cultura chinesa. Como a, dança do leão, vê-se  mais frequentemente em celebrações festivas. Os chineses frequentemente usam o termo "Descendentes do Dragão”  como um sinal de identidade étnica.

## Descrição

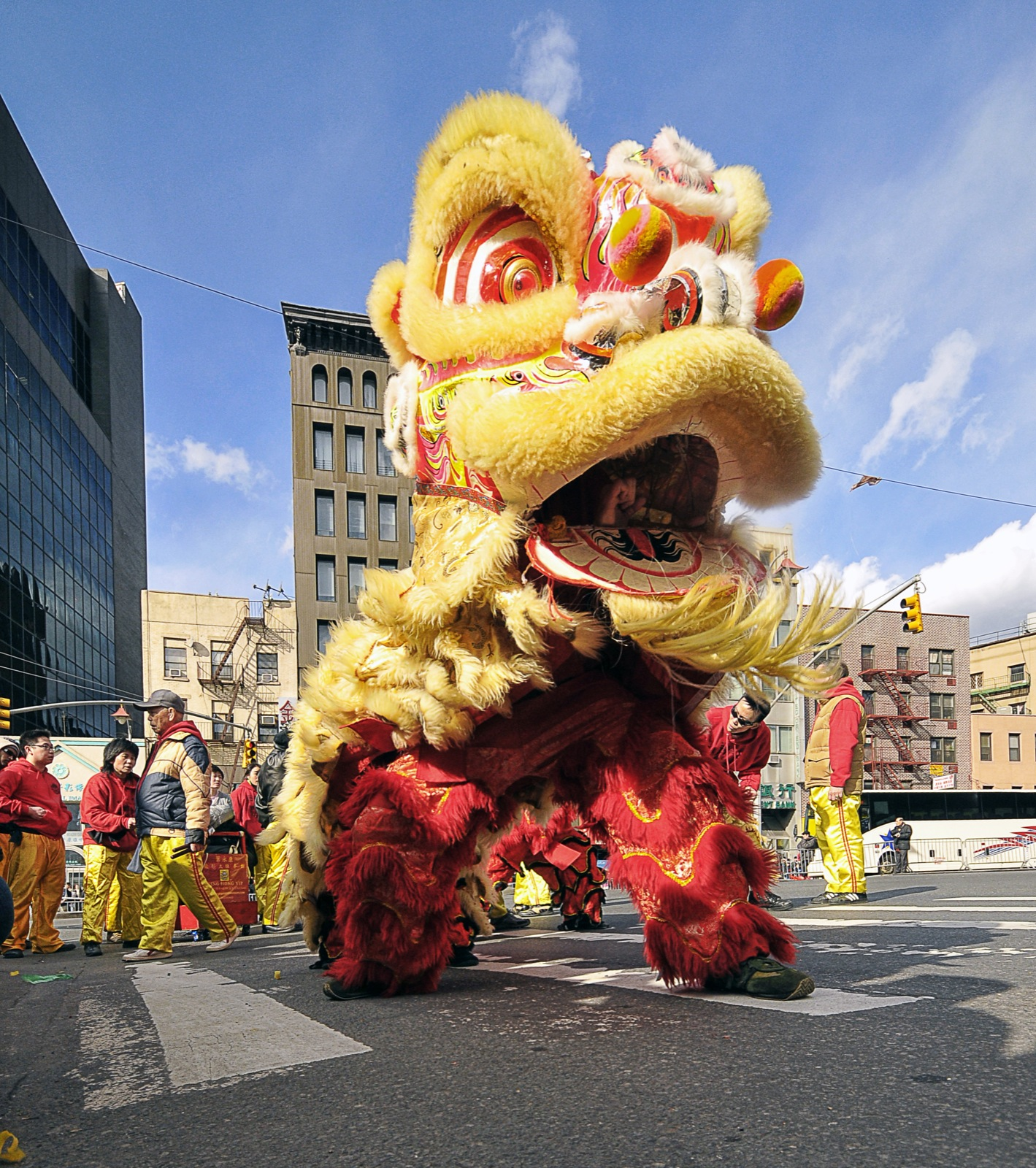
Dança do Leão sendo celebrada por membros da comunidade chinesa de Nova York, Estados Unidos.

Em ocasiões de bom augúrio, incluindo o ano novo chinês, abertura das lojas e residências, os festivais incluem frequentemente dança com fantoches de dragão, até em carros alegóricos. Estes fantoches são feitos "sob medida" de pano e madeira e manipulados por uma equipe de pessoas. Elas carregam o dragão com varas no centro de atração e executam movimentos coreografados ao acompanhamento de tambor e música. Os dançarinos levantam, mergulham, empurram, e movem a cabeça, que pode conter as características animadas controladas por um dançarino e às vezes é equipada para soltar o fumo dos dispositivos pirotécnicos. A equipe de dança imita os supostos movimentos deste espírito do rio em uma maneira sinuosa, ondulada. Os movimentos tradicionais no espetáculo simbolizam papeis históricos dos dragões que demonstram o poder e a dignidade. A dança do dragão é um destaque das celebrações Ano Novo Chinês espalhado pelo mundo inteiro em bairros chineses. Ela tem presente muitos pulos e giros com o fantoche.
Acredita-se que os dragões trazem boa sorte as pessoas, que é refletida em suas qualidades que incluem o poder, a dignidade, a fertilidade, a sabedoria e o bom augúrio . A aparência de um dragão é assustadora e audaciosa mas tem uma disposição benevolente, e se transformou algumas vezes então num emblema para representar a autoridade imperial.

## História/Origem
A Dança do Dragão foi originada durante a Dinastia Han e começou pelo chinês que mostrou grande respeito para o dragão chinês. Acredita-se tenha começado a faz colheita, também com as origens como método de cura e de impedir a doença. Era um evento popular durante a Dinastia Song onde se tinha virado uma atividade popular e, como a Dança do Leão,  era mais frequentemente vista em celebrações festivas.
Sua forma física é uma combinação de muitos animais, incluindo os chifres de veado, de orelhas de touro, de olhos de coelho, de garras de tigre e das escamas de peixe, tudo no corpo de uma serpente longa. Com estes traços, acreditou-se que os dragões eram anfíbios com a habilidade de se mover na terra, para voar e a nadar no mar, reger os papéis de reguladores da nuvem, da chuva e do clima.
Pelo dragão dar as pessoas um sentimento do grande respeito, é chamado frequentemente de Dragão sagrado. Os imperadores da China Antiga se consideraram como dragões. O dragão também é  o emblema da autoridade imperial. Ele simboliza o poder sobrenatural, a benevolência, a fertilidade, a vigilância e a dignidade.
A Dança do Dragão é importante na cultura e tradição chinesas e se espalhou por toda a China e pelo mundo inteiro. Virou um espetáculo artístico especial nas atividades físicas chinesas. Simboliza trazer boa sorte e prosperidade no ano vindouro a para todos os seres humanos na Terra. De acordo com a antiga história, durante o período de Chun Chiu, a aprendizagem de Artes Marciais Chinesas era muito popular e no tempo extra, a dança do dragão era ensinada também aos estudantes para dar mais incentivo.
Na Dinastia Qing, a equipe da Dança do Dragão da província de Foochow tinha sido convidada a se apresentar em Pequim e foi extremamente elogiada e admirada pelo imperador Ching, que ganhou grande fama para a equipe.

## Nagasaki (Japão)

### FestivalNagasaki OKunchi
Festival de Okunchi em Nagasaki remonta ao século XVII, quando muitos chineses viviam na cidade e quando os comerciantes holandeses e chineses regularmente ancoravam seus navios. Por muitos anos, o shogun governante do Japão barrou estrangeiros de outros portos japoneses, e os poucos navios holandeses e chineses que foram autorizados a parar em Nagasaki eram o único ponto de contato do país com o mundo não-japonês. O Festival Okunchi presta homenagem a esses comerciantes apresentando uma dança holandesa e uma dança de dragão chinesa o Jya Odori, juntamente com procissões, feiras de rua e outros entretenimentos.
As danças holandesas e chinesas são realizadas em uma área aberta no início das muitas escadas que vão para o Santuário de Suwa. A dança chinesa apresenta quatro dragões feitos de pano esticado sobre molduras flexíveis. Cada dragão com cerca de uma dúzia de dançarinos, que o ajudam a "dançar" com movimentos semelhantes a cobras, manobrando as hastes pretas presas ao corpo. A year on shinto shirine

### A Dança Chinesa no Brasil
A Dança do Dragão Japonês é uma dança típica da cidade de Nagasaki, conhecida também como "Jya Odori". Durante o ano de 2018 o grupo Jya Odori Brasil esteve presente em diversas festividades japonesas, cativando o público e amantes da cultura japonesa em geral. O dragão é o mesmo utilizado no festival “Okunchi Matsuri” no Japão e foi doado pelo governo de Nagasaki.

#### Chegada do dragão ao Brasil
Após quatro anos de tratativas para trazer um bonde japonês doado pela prefeitura de Nagasaki (Japão) formalizou, em 2014, a doação do veículo, que chegou ao porto em 24 de Janeiro deste ano. Ele trouxe uma figura de dragão feita em tecido
Orgulhoso com a entrega do bonde a Santos, o presidente da Associação Nagasaki Kenjin do Brasil, Kumihito Kurisaki, agradeceu o empenho de tantas pessoas e comprometeu-se a apresentar à Cidade, em breve, a dança do dragão, “para trazer bastante sorte, felicidade e prosperidade.”

### Espetáculo/Apresentação
A dança do dragão é executada por uma hábil equipe cujo trabalho é dar vida ao dragão. O próprio dragão é uma longa serpente com um corpo formado de varas, montados juntos uma série de arcos em cada parte e unindo a parte ornamental da cabeça e da cauda nas extremidades. Tradicionalmente, os dragões eram construídos de madeira com os arcos de bambu no interior e cobertos com uma tela decorada. Porém, na atualidade, tais materiais como alumínio e plásticos substituíram a madeira e o material pesado.
Os dragões podem variar no comprimento em cerca de 25 a 35 metros, para os modelos mais acrobáticos, e mais de 50 a 70 metros para o maior, parada e os estilos cerimoniais, já que parte do mito do dragão é que quanto mais longa é a criatura, mais sorte trará. O tamanho e o comprimento de um dragão dependem do poder humano disponível, do poder financeiro, dos materiais, das habilidades e do tamanho do campo. Seu comprimento tradicional varia entre 9 seções e 15 seções no tamanho, embora alguns dragões sejam tão longo quanto 46 seções.
Uma pequena organização não consegue operar um dragão muito longo porque exige grande esforço físico, grandes despesas e as habilidades especiais que são difíceis de controlar. O comprimento recomendado para o corpo do dragão é 34 metros e há uma divisão em 9 seções principais. A distância entre cada seção menor (costela) é de aproximadamente 35 cm; consequentemente, o corpo tem 81 anéis. A história nos conta que a dança do dragão é executada de várias maneiras, tipos e cores. Às vezes o verde é escolhido como cor principal do dragão, que simboliza uma grande colheita. Outras cores incluem: amarelo, simbolizando as cores solenes do império; dourado ou prata, simbolizando prosperidade; vermelho, representando o excitamento. As escamas e cauda são principalmente prateadas e resplandecentes, contribuindo para uma atmosfera alegre. Como a dança do Dragão não é executada todo dia, o pano do dragão deve ser removido para receber um novo retoque antes do próximo espetáculo.
A correta combinação e sincronismo apropriado das diferentes partes do dragão são muito importantes para fazer uma dança bem sucedida. Quaisquer erros cometidos pelos dançarinos estragam todo o espetáculo. Para ser muito bem sucedida na dança, a cabeça do dragão deve cooperar com o corpo de acordo com as batidas do tambor. Para dragões maiores do estilo cerimonial e parada, a cabeça pode pesar até 12 katis (14,4 kg). A cauda do dragão também desempenha um papel importante porque deve manter-se em sincronismo com os movimentos da cabeça. A quinta seção é considerada ser a parcela média e os dançarinos devem estar muito alertas às mudanças de movimento do corpo a cada momento.

## Competições
Na exibição competitiva, entretanto, há regras estritas que regem as especificações do corpo do dragão e dos passos apresentados. Então dragões feitos para estes eventos e que são vistos na maior parte nos shows impressivos do palco são feitos para a velocidade e a agilidade, para serem usados pela equipe de dançarinos para um maior grau de dificuldade dos passos. Nestes dragões, a cabeça é menor e clara o bastante para ser enrolada em volta, e deve ser um mínimo de 3 kg, as partes do corpo são de alumínio claro com bastão e a maioria dos arcos é tubulação muito fina de PVC. As apresentações são feitas tradicionalmente em 8-10 passos minutos acompanhando a percussão.
Os arranjos da Dança do Dragão são coreografados de acordo com as habilidades e as experiências adquiridas pelos dançarinos. Alguns arranjos da Dança do Dragão são "caverna de nuvem", "redemoinho de água", Tai-Chi, "costurando dinheiro", "procurando a pérola", e o "dragão que circundar a coluna". O movimento "dragão que persegue a pérola" mostra que o dragão está continuamente em busca da sabedoria.
O dragão move-se em um movimento ondulatório balançando coordenadamente cada parte. Embora este balanço constitua o movimento básico do dragão, executar formações mais complexas depende somente da criatividade de uma equipe. Os movimentos que são executados geralmente envolvem enrolar o corpo do dragão, girando ele. Isto faz com que os dançarinos saltem levantem partes do corpo do dragão, mostrando-as. Outras manobras avançadas incluem várias contorcidas giratórias e movimentos mais acrobáticos onde os dançarinos aumentam a altura dos movimentos do dragão.
Apresentar uma equipe de Dança do Dragão envolve diversos elementos e habilidades; é uma atividade que combina treinamento, mentalidade de uma equipe esportiva, encenação e talento de uma equipe de artistas. As habilidades básicas são simples de aprender, porém virar um dançarino competente exige treinamento dedicado até que os movimentos se transformem complexos possam ser conseguidos - que não dependem apenas da habilidade individual, mas da concentração da equipe inteira para se mover.

## Dragão contra Tigre
Os tigres sempre foram um eterno rival do dragão, então várias artes descrevem um dragão e um tigre lutando numa batalha épica. Num dialeto chinês pode-se descrever dois rivais iguais (frequentemente usado nos esportes hoje em dia) dizendo "dragão contra tigre". Em artes marciais chinesas, o "estilo dragão" é usado para descrever estilos de luta baseados mais na compreensão dos movimentos, enquanto o "estilo tigre" é baseado na força e no memorização bruta das técnicas.